# Kanton Calais-3
Kanton Calais-3 (francouzsky Canton de Calais-3) je francouzský kanton v departementu Pas-de-Calais v regionu Hauts-de-France. Tvoří ho pouze část města Calais. Zřízen byl v roce 2015.